# Der Räuber Assar Bubbla
Der Räuber Assar Bubbla, auch Der Räuber Assar Bubbla: Oder Um ein Haar hätte es kein Buch über Pippi Langstrumpf gegeben (schwedisch Assar Bubbla) ist eine Geschichte von Astrid Lindgren.

## Handlung
Als Astrid Lindgren eines Tages mit der Straßenbahn unterwegs ist, sitzt vor ihr der Räuber Assar Bubblar. Dieser hypnotisiert sie und stiehlt ihr die Aktentasche. Er hofft, dass er in der Tasche Juwelen und Geldscheine findet. Doch das einzige, was er in der Aktentasche findet, ist ein Stenogrammblock. Auf diesem ist etwas in Stenografie geschrieben. Da steht: Pippi Langstrumpf war ja das stärkste Mädchen der Welt, aber Assar Bubblar kann es nicht lesen und wird darüber richtig wütend. Er machte einen Stenografiekurs. Dann meinte er, lesen zu können: Eisbein schmeckt am besten mit Erdbeerkompott. Da Eisbein mit Sauerkraut seine Lieblingsspeise ist, wird er richtig wütend. Er beschließt zu Astrid Lindgren zu kommen und mit ihr zu reden. Diese hat gerade Besuch bekommen von Pippi Langstrumpf und ihrem Pferd Kleiner Onkel. Dieser erklärt sie, dass sie ihr Buch über Pippi nicht veröffentlichen kann, weil das Manuskript weg ist. Da sagt Pippi, Astrid Lindgren solle sich einfach etwas zusammenlügen. Allerdings meint Astrid Lindgren, dass das gar nicht so einfach sei. Wenig später taucht Assar Bubblar bei Astrid Lindgren mit deren Aktentasche auf. Er glaubt, Pippi sei für den Stenografietext verantwortlich. Als er Pippis Pferd Kleiner Onkel am Schwanz zieht, schleudert Pippi ihn an die Decke. Ihm wird so schwindelig, dass er sich auf dem Boden legt. Auch hypnotisieren kann er danach nie wieder, da ihm jedes Mal, wenn er es probiert, schwindelig wird. Als schließlich Polizisten eintreffen, geht er freiwillig mit ihnen mit, um bloß weg von dieser Pippi zu kommen. Astrid Lindgren ist froh ihre Aktentasche wieder zu haben, sodass es doch ein Buch über Pippi geben kann.

## Entstehungsgeschichte
Im Frühjahr 1951 verlor Astrid Lindgren eine Mappe wichtiger Manuskripte. Die schwedische Boulevardzeitung Aftonbladet schrieb daraufhin einen Bericht, dass die Mappe ein stenografiertes Pippi Langstrumpf-Manuskript enthielt, was jedoch nicht stimmte. Als die Lehrerin Gerda Chambert das las, beauftragte sie ihre Klasse, eine Fortsetzung zu schreiben. Aftonbladet wiederum veröffentlichte drei der Aufsätze. Astrid Lindgren schrieb daraufhin an die Schule und erklärte, dass es eigentlich Assar Bubbla war, der das Manuskript stahl und sehr wütend wurde, als er die Stenografie nicht lesen konnte. Daraus entstand das Buch Der Räuber Assar Bubbla.

## Veröffentlichungen
Das Buch wurde erstmals 1987 in Schweden bei Rabén & Sjögren veröffentlicht. Illustriert wurde das Buch von Marika Delin. Eine deutsche Veröffentlichung folgte im Jahr 1988 beim Oetinger Verlag. Anna-Liese Kornitzky übersetzte den Text ins Deutsche.